# Richard B. Spencer
Richard Bertrand Spencer (Boston, 11 mei 1978) is een Amerikaanse neo-nazi. Hij is president-directeur van het National Policy Institute, een denktank die "blank nationalisme" predikt, wat betekent dat alleen blanke mensen het recht zouden hebben om in Amerika te wonen.
Hij wijst het label van neo-nazi af en geeft er de voorkeur aan om zich als identitairist te definiëren. Spencer maakt zich sterk voor een "blank vaderland voor een onteigend blank ras" en pleit voor een "vreedzame etnische zuivering" om de onttakeling van de westerse cultuur een halt toe te roepen.
Spencer en anderen hebben beweerd dat hij de term alt-right heeft bedacht. Hij ziet deze stroming als een beweging die de blanke identiteit centraal stelt. Breitbart News beschreef Spencers website AlternativeRight.com als een centrum van alt-right denken. 
Spencer blijft volharden in zijn weigering om zich te distantiëren van Adolf Hitler.

## Kindertijd en onderwijs
Spencer werd geboren in Boston als zoon van oogheelkundige Randy Spencer en Sherry Spencer, erfgename van katoenboerderijen in Louisiana. Hij groeide op in Dallas en rondde in 1997 de middelbare school af. In 2001 behaalde Spencer de graad van Bachelor of Arts in de Engelstalige literatuur en muziek aan de University of Virginia en in 2003 die van Master of Arts in de geesteswetenschappen aan de University of Chicago. Van 2005 tot 2007 was hij promovendus aan Duke University (Durham (Californië)), waar hij moderne Europese intellectuele geschiedenis studeerde. Hij was daar lid van de politieke studentenorganisatie Duke Conservative Union.

## Media
Aan Spencer en zijn organisatie werd ruime aandacht besteed in de media in de weken na de Amerikaanse presidentsverkiezingen van 2016, toen hij in een toespraak op een conferentie van de National Policy Institute uit nazipropagandamateriaal citeerde.
In antwoord op zijn uitroep Hail Trump, hail our people, hail victory reageerden een aantal van zijn supporters met de nazi-groet en scandeerden zij het Sieg Heil.

## Privéleven
Spencer is een atheïst. Hij heeft zichzelf ook beschreven als "cultureel christelijk".